# Manesar
Manesar (en hindi: मानेसर ) es una ciudad de la India en el distrito de Gurgaon, estado de Haryana.

## Geografía
Se encuentra a una altitud de 252 m s. n. m. a 321 km de la capital estatal, Chandigarh, en la zona horaria UTC +5:30.

## Demografía
Según estimación 2011 contaba con una población de 18 511 habitantes.